# Örebro läns författarsällskap
Örebro läns författarsällskap bildades den 17 januari 1962.
Verksamheten har bestått i att anordna möten och sammankonster av olika slag, samt att tillvarata medlemmarnas intressen gentemot olika aktörer i kultur- och samhällslivet.
Föreningen har regelbundit utgivit antologier med texter av medlemmarna, bland annat i form av Blå Kalender. Namnet kommer efter ”De blå bergen” som Kilsbergen kallas i Örebro län.
Sällskapet har även 1986 inrättat fonden Nils-Peter Eckerboms minne med syfte att utdela stipendier till författare med anknytning till Örebro län.
Örebro läns författarsällskap har numera upphört. En del av sällskapets medlemmar har fortsatt att skriva texter i nättidningen www.kulturdelen.com under en sida kallad "Blå Kalendern". 
Tidigare medlemmar av Örebro läns författarsällskap är bland andra:
Stigbjörn Bergensten, Nils-Peter Eckerbom, Harald Forss, Anna Jansson, Margit Palmær, Clas Thor, Arne Upling, Marcus Willén Ode, Sten Wistrand